# Thomas Swann (philosophe)
Thomas Swann est un maître de conférences en théorie politique à l'université de Loughborough en Angleterre. Il est également docteur en philosophie. Ses recherches philosophiques et politiques portent en particulier sur l'idée de fonder un « anarchisme cybernétique » (cyber-anarchisme), en s'inspirant ainsi du courant cyber-socialiste afin d'établir une société anarchiste et réfléchir à des formes d'organisation radicalement démocratiques, notamment en s'inspirant des travaux de Stafford Beer et du projet Cybersyn,.